# Saison 2012 des Mets de New York
La saison 2012 des Mets de New York est la 51e saison en Ligue majeure de baseball pour cette franchise.
Les Mets débutent bien la saison et jouent au-dessus de la moyenne de, 500 (plus de victoires que de défaites) jusqu'au 20 juillet. Après avoir compilé une fiche victoires-défaites de 46-40 en première moitié de campagne, ils ne gagnent que 28 parties sur 76 après la pause du match des étoiles et terminent au quatrième rang de la division Est de la Ligue nationale avec un rendement de 74-88. Plusieurs aspects positifs se démarquent cependant de cette quatrième saison perdante de suite : le lanceur de balle papillon R. A. Dickey connaît à 37 ans la meilleure saison de sa carrière et remporte le trophée Cy Young du meilleur lanceur de la Ligue nationale, David Wright mène l'offensive et le lanceur Matt Harvey fait des débuts remarqués.

## Contexte
En 2011, pour la troisième saison de suite, les Mets de New York terminent au 4e rang sur 5 équipes dans la division Est de la Ligue nationale. Ils gagnent 77 parties et encaissent 85 défaites à leur première saison sous les ordres de Terry Collins.

## Intersaison
À la fin de la saison 2011, les Mets se séparent de tous leurs entraîneurs excepté Dan Warthen (lanceurs) et Dave Hudgens (frappeurs). Bob Geren, congédié par les A's d'Oakland la saison précédente, est nommé pour remplacer Chip Hale.
Le manager général Sandy Alderson justifie ses choix en disant que les « changements étaient nécessaires pour nous faire avancer. »
Pour 2012, les Mets annoncent des changements au terrain du Citi Field. Dans le champ centre, un nouveau mur est construit afin de diminuer la hauteur (8 pieds au lieu de 16 pour l'ancien mur surnommé The Great Wall Of Flushing). Aux champs droit et gauche, deux autres nouveaux murs, de plus petite taille, sont également construits. Des sièges au champ droit et des places debout supplémentaires sont disponibles grâce à ces changements ainsi qu'au champ centre, près du Modell's Clubhouse, des tables de pique-nique et des gradins supplémentaires seront disponibles pour les fans.
Les Mets ont modifié leurs uniformes pour 2012. Leur uniforme crème rayé est maintenant l'uniforme principal pour les matchs à domicile alors que leur uniforme blanc neige est utilisé comme uniforme secondaire pour les matchs à l'étranger[réf. nécessaire]. Leur uniforme noir n'a plus de rayures blanches. Ce maillot noir ainsi que la casquette noire ne sont portés que pour certains matchs. Un maillot gris avec la mention New York est utilisé pour les matchs à l'extérieur. Les Mets porteront deux écussons sur leurs maillots, un pour célébrer le 50e anniversaire de l'équipe et un autre pour rendre hommage à Gary Carter (receveur des Mets de 1985 à 1989), décédé en février 2012.

### Arrivées
Le 6 décembre 2011, le voltigeur Andrés Torres et le releveur Ramon Ramirez sont acquis des Giants de San Francisco en retour du voltigeur Ángel Pagán.
Au cours de la saison morte, les Mets mettent sous contrat le voltigeur Adam Loewen, le receveur Lucas May, le lanceur gaucher Garrett Olson, le joueur de champ intérieur Omar Quintanilla, le lanceur de relève droitier Jon Rauch et le troisième but Matt Tuiasosopo. L'arrêt-court Ronny Cedeño joint les Mets après deux saisons et demie chez les Pirates de Pittsburgh. Le 1er avril, le joueur d'utilité Bobby Scales signe avec les Mets après avoir joué un an au Japon.
Le lanceur droitier Miguel Batista, le premier but-voltigeur Mike Baxter et le voltigeur Scott Hairston sont de retour chez les Mets avec de nouveaux contrats.

### Départs
Le 7 décembre, l'arrêt-court José Reyes, champion frappeur de la Ligue nationale en 2011 avec les Mets, signe un contrat de 6 ans d'une valeur de 106 millions avec les Marlins de Miami.
Durant l'intersaison, les Mets perdent aussi le receveur Ronny Paulino au profit des Orioles de Baltimore, le voltigeur et joueur de premier but Nick Evans aux Orioles de Baltimore
, le lanceur gaucher Pat Misch aux Phillies de Philadelphie, le voltigeur Willie Harris aux Reds de Cincinnati, le lanceur gaucher Chris Capuano aux Dodgers de Los Angeles, le stoppeur Jason Isringhausen aux Angels de Los Angeles, le lanceur droitier John Maine aux Red Sox de Boston et le releveur droitier Ryota Igarashi.

## Calendrier pré-saison
L'entraînement de printemps des Mets s'ouvre en février et le calendrier de matchs préparatoires précédant la saison s'étend du 5 mars au 4 avril 2012.

## Saison régulière
La saison régulière des Mets se déroule du 5 avril au 3 octobre 2012 et prévoit 162 parties. Elle débute à domicile alors que les Braves d'Atlanta sont les visiteurs à Citi Field.

### Juin
- 1er juin : Le lanceur gaucher Johan Santana, absent du jeu toute la saison 2011 après une opération au bras, réussit le premier match sans point ni coup sûr de l'histoire des Mets de New York, une franchise à sa 51e année d'existence. L'exploit réalisé dans une victoire de 8-0 sur les Cardinals de Saint-Louis à Citi Field, New York, laisse les Padres de San Diego comme seule franchise existante de la MLB n'ayant jamais vu un de ses lanceurs réussir une partie sans coup sûr[28].
- 13 juin : R. A. Dickey frôle le match sans point ni coup sûr lorsqu'une décision controversée du marqueur officiel, qui accorde un coup sûr à B. J. Upton plutôt que de débiter une erreur défensive à un joueur des Mets, l'en prive et qu'il termine un blanchissage des Rays de Tampa Bay avec un seul coup sûr accordé[29]. Dans le même match, Dickey voit un point (non mérité) porté à sa fiche, mettant un terme à une séquence de 32 manches et deux tiers sans accorder de point, ce qui bat le précédent record de franchise des Mets (31 manches et deux tiers) établi par Jerry Koosman en 1973[30].
- 18 juin : R. A. Dickey devient le premier lanceur des majeures depuis Dave Stieb en 1988 et le premier de la Ligue nationale depuis Jim Tobin en 1944 à n'accorder qu'un coup sûr à l'adversaire dans deux parties consécutives[31].
- 24 juin : La séquence de manches lancées consécutives sans accorder de point mérité de R. A. Dickey s'arrête à 44 manches et deux tiers. Son dernier point mérité accordé datait du 22 mai[32].

### Juillet
- 2 juillet : R. A. Dickey est nommé meilleur lanceur du mois de juin dans la Ligue nationale grâce à 5 victoires et une moyenne de points mérités de 0,93[33].
- 26 juillet : Dans une victoire des Mets en Arizona, Matt Harvey bat un record de franchise qui était détenu depuis 1967 par Bill Deheny et Tom Seaver en réussissant 11 retraits sur des prises à son premier match dans le baseball majeur[34].

### Août
- 23 août : Le lanceur droitier Collin McHugh brille à son premier match dans les majeures dans une victoire de 1-0 des Mets à Citi Field sur les Rockies du Colorado. Il n'accorde que deux coups sûrs, aucun point, et enregistre 9 retraits sur des prises en 7 manches lancées[35].

### Classement
| Ligue nationale (Division Est) | V  | D  | %    | Diff. |
| ------------------------------ | -- | -- | ---- | ----- |
| Nationals de Washington        | 98 | 64 | ,605 | -     |
| Braves d'Atlanta               | 94 | 68 | ,580 | 4     |
| Phillies de Philadelphie       | 81 | 81 | ,500 | 17    |
| Mets de New York               | 74 | 88 | ,457 | 24    |
| Marlins de Miami               | 69 | 93 | ,426 | 29    |

## Affiliations en ligues mineures
| Niveau            | Équipe                 | Ligue                   |
| ----------------- | ---------------------- | ----------------------- |
| AAA               | Buffalo Bisons         | Ligue internationale    |
| AA                | Binghamton Mets        | Eastern League          |
| A-Advanced        | St. Lucie Mets         | Florida State League    |
| A                 | Savannah Sand Gnats    | South Atlantic League   |
| A (saison courte) | Brooklyn Cyclones      | New York - Penn League  |
| Ligue des recrues | Kingsport Mets         | Appalachian League      |
| Ligue des recrues | Gulf Coast League Mets | Gulf Coast League       |
| Ligue des recrues | DSL Mets 1             | Dominican Summer League |
| Ligue des recrues | DSL Mets 2             | Dominican Summer League |